# Eduardo Aranda
Eduardo Lorenzo Aranda (Asunción, Paraguay, 28 de enero de 1985) es un futbolista paraguayo. Juega como mediocentro y su equipo actual es Resistencia S.C. de la primera División de Paraguay.

## Trayectoria
Oriundo de la ciudad de Tebicuary, Guairá, comenzó jugando en el club 27 de Noviembre de esa localidad antes de emigrar a la capital para militar en las divisiones inferiores del Club Olimpia de Paraguay. Luego viajó a Uruguay para probar suerte por el Rampla Juniors y se quedó. Luego en 2007 fichó por Liverpool, tras dos años en el club, se fue para Nacional de Montevideo y luego Defensor Sporting.
En 2011 se convierte uno de los refuerzos del Club Olimpia. En Olimpia consiguió alzarse la corona número 39 con el Club donde se formó. Aranda se convirtió en Campeón con el club luego de que este tuviera una sequía nivel nacional de 11 años. Por problemas económicos que estaba teniendo el club, se le rescinde contrato en diciembre del 2013, pues al club se le volvía imposible pagar su salario.
Aranda pasa a defender los colores del Vasco da Gama durante la temporada 2014, para volver al Olimpia luego de una temporada en la que manifestó sentirse cómodo en Vasco pese a que le molestó haber sido desafectado el club sin ninguna explicación. Por esta razón decidió aceptar la oferta de volver a Olimpia durante la temporada 2015. Aranda fue cedido por medio año por el Vasco da Gama para defender los colores del Club de sus amores.
Al inicio de la temporada 2016 fue transferido al JEF United Ichihara Chiba de Japón firmando un contrato por 2 años. Al finalizar su contrato con el club japonés firma por 1 año con el Santaní para disputar la temporada 2018 en la Primera División de Paraguay.

## Clubes
| Club               | País     | Año               |
| ------------------ | -------- | ----------------- |
| Rampla Juniors     | Uruguay  | 2006              |
| Liverpool          | Uruguay  | 2007 - 2009       |
| Nacional           | Uruguay  | 2009 - 2010       |
| Defensor Sporting  | Uruguay  | 2010 - 2011       |
| Olimpia            | Paraguay | 2011 - 2013       |
| Vasco da Gama      | Brasil   | 2014              |
| Olimpia (Préstamo) | Paraguay | 2015              |
| JEF                | Japón    | 2016 - 2017       |
| Santaní            | Paraguay | 2018              |
| Deportivo Capiatá  | Paraguay | 2019              |
| Cusco FC           | Perú     | 2020              |
| Resistencia S.C.   | Paraguay | 2021 - Actualidad |

### Participaciones en Copas nacionales
| Copa               | País     | Resultado     | Partidos | Goles |
| ------------------ | -------- | ------------- | -------- | ----- |
| Copa Paraguay 2018 | Paraguay | Por confirmar | 0        | 0     |

## Palmarés
| Título          | Club    | País     | Año  |
| --------------- | ------- | -------- | ---- |
| Torneo Clausura | Olimpia | Paraguay | 2011 |
| Torneo Clausura | Olimpia | Paraguay | 2015 |